# Pandemie (kniha)
Pandemie (stylizováno pandemie) je kniha Michala Kubala a Vojtěcha Gibiše z roku 2020. V roce 2021 vyšlo její pokračování Pandemie: anatomie krize.
Kniha představuje vývoj koronavirové pandemie ve světě a České republice od jejího začátku v roce 2019 až do 31. července 2020. V knize se objevují rozhovory s 26 osobnostmi, mezi nimiž je mj. premiér Andrej Babiš, podnikatel Josef Průša, hlavní hygienička Jarmila Rážová či ministři zdravotnictví Adam Vojtěch a Roman Prymula. Klíčovým tématem díla je první vlna epidemie v Česku a přiblížení kroků, které vláda učinila v boji s ní, ale i příběhu čínského lékaře Li Wen-lianga nebo Pavla Řeháka, který vymyslel model predikce šíření nemoci. Popisuje také životní příběhy vdovy po oběti Covidu-19 a prvního českého pacienta nakaženého nemocí.
Obálku a fotografie v publikaci nafotil Lukáš Bíba.
Kniha se od veřejnosti dočkala převážně pozitivních reakcí a na serveru Databáze knih má uživatelské hodnocení 88 %.
Gibiš na Twitteru 7. září 2021 uvedl, že třetí díl neplánuje.